# Elemér Pászti
Elemér Pászti (Szolnok, 20 de dezembro de 1889 — Budapeste, 27 de outubro de 1965) foi um ginasta húngaro que competiu em provas de ginástica artística pela nação.
Pászti é o detentor de uma medalha olímpica, conquistada na edição de 1912, nos Jogos de Estocolmo. Na ocasião, foi o segundo colocado da prova coletiva ao lado de seus quinze companheiros de equipe, quando superou a seleção do Reino Unido, embora tenha sido derrotado pela equipe italiana de Alberto Braglia.